# Brignac (Morbihan)
Brignac é uma comuna francesa na região administrativa da Bretanha, no departamento Morbihan. Estende-se por uma área de 13,33 km². Em 2010 a comuna tinha 194 habitantes (densidade: 14,6 hab./km²).